# Fritz Erich Koch
Fritz Erich Koch (* 11. Februar 1887 in Berlin; † 8. Januar 1966 in Greater London) war ein deutscher Rechtswissenschaftler auf dem Gebiet wirtschaftlicher Zusammenschlüsse und internationaler Wirtschaftsbeziehungen.

## Herkunft und privates Leben
Erich Fritz Koch wurde als Sohn von Isidor Cohen und Else Alice Elsbeth Cohn geboren. Die jüdische Familie assimilierte sich aktiv in die deutsche Mehrheitsgesellschaft durch Namensänderung auf „Koch“. Erich Fritz hatte einen Bruder (Ernst) und zwei Schwestern (Hedwig und Mathilde). Er heiratete Ruth Anna Landesmann (die in Oxford/England verstarb) und hatte mit ihr vier Kinder: Roger, Dorothy, Peter, Anita. Erich Fritz Koch wanderte 1948 zeitweilig nach Brasilien aus. Anfang 1966 starb er in England an einem Herzanfall.

## Berufliche Laufbahn
Fritz Erich Koch studierte Jura. Koch besetzte regelmäßig seinerzeit aktuelle Fachthemen des Wirtschaftsrechts, so das Kartellrecht, später das Steuerrecht, zu denen er zwischen 1920 und 1965 regelmäßig Fachbeiträge veröffentlichte. Diese erfolgten in den 1920er Jahren bei deutschen Verlagen, ab den 1940er Jahren in Großbritannien (Oxford), den USA und den Niederlanden.

## Veröffentlichungen (in Auswahl)
- Betriebsrätegesetz vom 4. Februar 1920 Reichsgesetzblatt S. 147. München/Berlin/Leipzig, 1920.
- Grundzüge des englischen Kartellrechts. Berlin: Carl Heymann, 1927.
- Le régime juridique des cartels anglais (Übersetzung). Paris: Recueil Sirey, 1931.
- Cartels as Instruments of International Economic Organization. In: The Modern Law Review 8 (1945), H. 3, S. 130–148.
- International Cartels (as envisaged by the White Paper Cmd. 6709). In: The Modern Law Review 9 (1946), H. 1, S. 67–71.
- Income tax treaties (zus. mit Ehrenzweig, Albert Armin). New York, NY: Commerce Clearing House, 1949.
- The double taxation conventions. Supplement to Vol. 1: Taxation of income. London: Stevens & Sons, 1950.
- The Convention between the United Kingdom of Great Britain and Northern Ireland and the Italian Republic for the avoidance of double taxation and the prevention of fiscal evasion with respect to taxes on income. Amsterdam: International Bureau of Fiscal Documentation, 1961.
- La convention fiscale franco-britannique du 14 décembre 1950 (zus. mit Jean H Rothstein). Amsterdam: Swets & Zeitlinger, 1965.

| Personendaten    | Personendaten                   |
| ---------------- | ------------------------------- |
| NAME             | Koch, Fritz Erich               |
| KURZBESCHREIBUNG | deutscher Rechtswissenschaftler |
| GEBURTSDATUM     | 11. Februar 1887                |
| GEBURTSORT       | Berlin                          |
| STERBEDATUM      | 8. Januar 1966                  |
| STERBEORT        | Greater London, Großbritannien  |